# Nathaël Julan
Nathaël Julan (Montivilliers, 19 juli 1992 - Pordic, 3 januari 2020) was een Franse voetballer. Julan speelde als aanvaller bij EA Guingamp.

## Biografie
Op 30 juni 2016 tekende hij zijn eerste professionele contract, bij Le Havre AC voor drie jaar. Op 4 augustus maakte hij debuut tegen Nimes Olympique. Hij had tweemaal gescoord in een gelijkspel van 4 - 4, waarna strafschoppen werden genomen. Le havre AC won deze wedstrijd. In de eerste helft van het seizoen heeft hij drie doelpunten gescoord in 14 wedstrijden totaal. Op 10 januari 2019 ging hij spelen bij Valenciennes tot het einde van seizoen in Ligue 2. Acht dagen later scoorde hij een doelpunt bij zijn debuutwedstrijd in Chateauroux. In de laatste wedstrijd van zijn leven, op 30 november 2019, scoorde hij twee doelpunten.
Op 3 januari 2020 kwam Julan om het leven bij een auto-ongeluk in zijn Audi Q5 in Pordic.